# 직각 카르단 구동방식

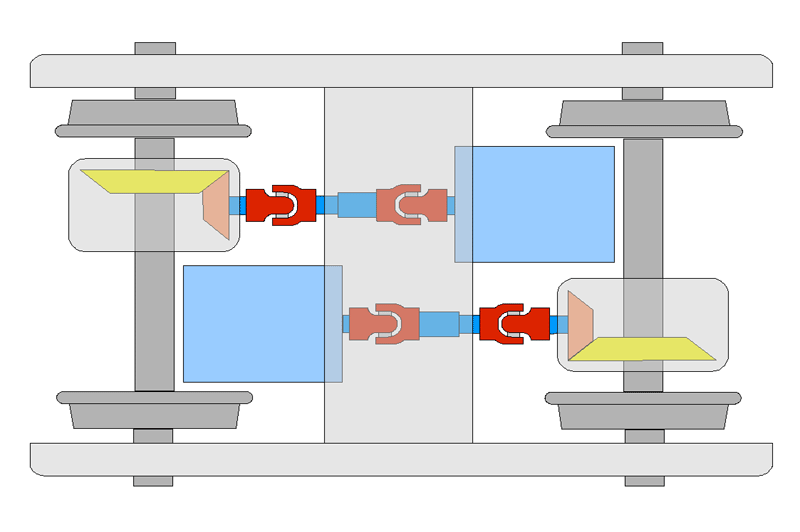
직각 카르단 구동방식
붉은 부분이 카르단 조인트

직각 카르단 구동방식(直角-驅動方式)은 전동차의 모터 구동방식 중 카르단 구동 방식의 일종이다.
대차 내에 차축과 직각으로 모터를 고정한다. 여기에 자동차의 것과 같은 형태의 카르단 조인트 프로펠러 샤프트와 스파이럴 베벨 기어(비틀림 베벨기어)를 이용하여 차축을 구동시킨다.
비교적 구조가 간단하며, 협궤에서도 주 전동기의 용적이 비교적 크게 잡히고 기어비 선정에 자유도가 높은 것 등의 장점이 있지만, 스파이럴 베벨 기어의 정비가 까다로워지며, 대차의 전체 길이가 다른 카르단 구동방식에 비해 길어져 버리며 프로펠러 샤프트의 중량만큼 평행 카르단보다 중량이 커지는 등의 단점도 등이 있다.
비슷한 발상은 예부터 존재했지만, 미국의 노면전차 회사들이 공동개발한 고성능 노면전차 PCC카(1935년)의 구동 시스템에 이용된 이래 널리 퍼졌다.

## 같이 보기
- 카르단 구동방식
- 직각 카르단 구동방식
- 중공축 평행카르단 구동방식
- WN 평행카르단 구동방식
- TD 평행카르단 구동방식